# Ostré (Nízké Tatry)
Ostré (nebo také Ostrô) je vrch v Nízkých Tatrách o nadmořské výšce 1087 m n. m. Nachází se jižně od Ružomberka a jihovýchodně od Vlkolínce. Přes vrchol prochází zelená turistická značka.

## Slovenské národní povstání
Během Slovenského národního povstání byl obsazen jednotkami povstalecké 6. taktické skupiny, kterou na křídlech podporovaly partyzánské oddíly. 6. září 1944 zde bylo vybudováno silné pásmo obrany, odkud mohli v září a říjnu povstalci sledovat údolí Váhu. Z pozorovatelny na vrcholu kopce byli schopni efektivně řídit dělostřeleckou palbu a tím narušovat německé transporty. Zároveň tak bránili německým jednotkám v průniku k Banské Bystrici.
Těžké boje o vrch probíhaly od poloviny září do 24. října 1944. Povstalci kolem Ostrého odrazili 14 německých útoků, přičemž v bojích zlikvidovali 300 vojáků a dalších 136 zajali. Jednotce pod velením nadporučíka A. Benického a kapitána dělostřelectva P. Mitry se nakonec podařilo uniknout z německého obklíčení v prostoru Ostrého a probojovat se k Bielému Potoku, kde se spojili s ostatními povstaleckými jednotkami.